# Edmund Oscar Hacault

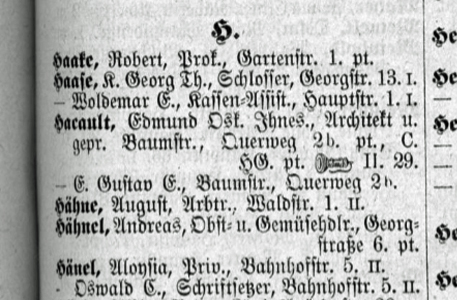
Angabe der Architekten Edmund und Gustav Hacault im Adressbuch Klotzsche von 1900

Edmund Oskar Johannes Hacault (* 1841 oder 1842 in Oberlößnitz; † 9. Mai 1904 in Klotzsche) war ein deutscher Architekt.
Als „geprüfter Baumeister und Architekt“ arbeitete der Sohn des Baudirektors Edmund Hacault ab etwa 1890 in Klotzsche bei Dresden, in dessen Umgebung er zahlreiche Villen entwarf und baute. 
Hacault war u. a. Mitglied der Freimaurer-Loge Asträa zur grünenden Raute.
Hacault war verheiratet mit Therese Auguste geb. Biedermann. Der später in Zwickau und Erfurt tätige Architekt Gustav Hacault (* um 1880; † um 1950), der im Jahr 1900 in Klotzsche nachweisbar ist, war vermutlich ein Sohn.

## Villenbauten
- 1891–1892: Eigene Villa „Hacault’s Heim“ in Klotzsche, Boltenhagener Straße 5
- 1894–1895: Villa Columbia in Naundorf (seit 1935 zu Radebeul), Mohrenstraße 14
- 1896: Villa in Klotzsche, Alexander-Herzen-Straße 6
- 1899–1900: Villa „Melusine“ in Klotzsche, Alexander-Herzen-Straße 14[1]
- 1902: Villa „Brünhilde“ in Klotzsche, Alexander-Herzen-Straße 15[2][3][4]
- 1906–1907: Villa in Klotzsche, Selliner Straße 6[5]

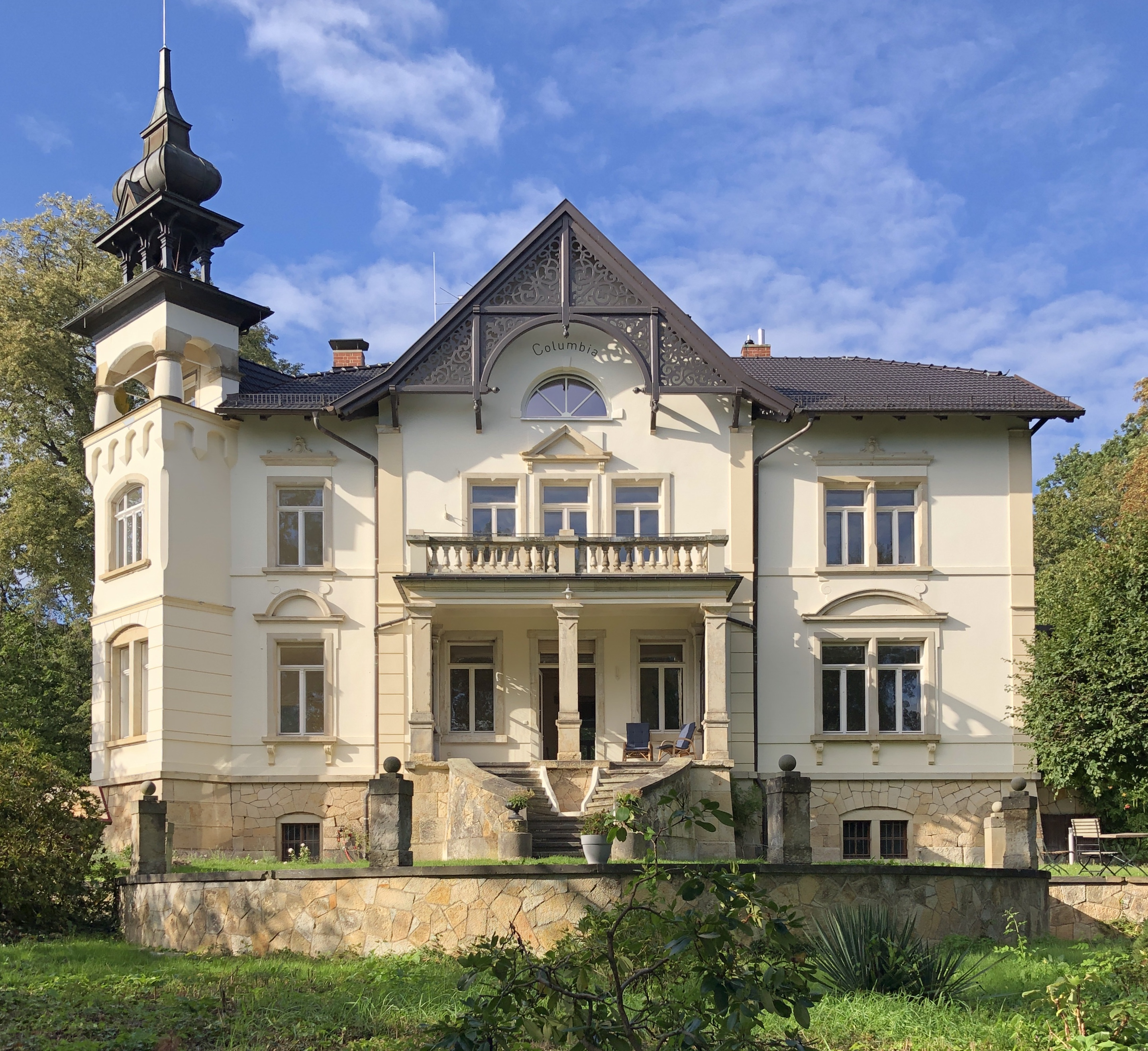
Villa Columbia in Radebeul
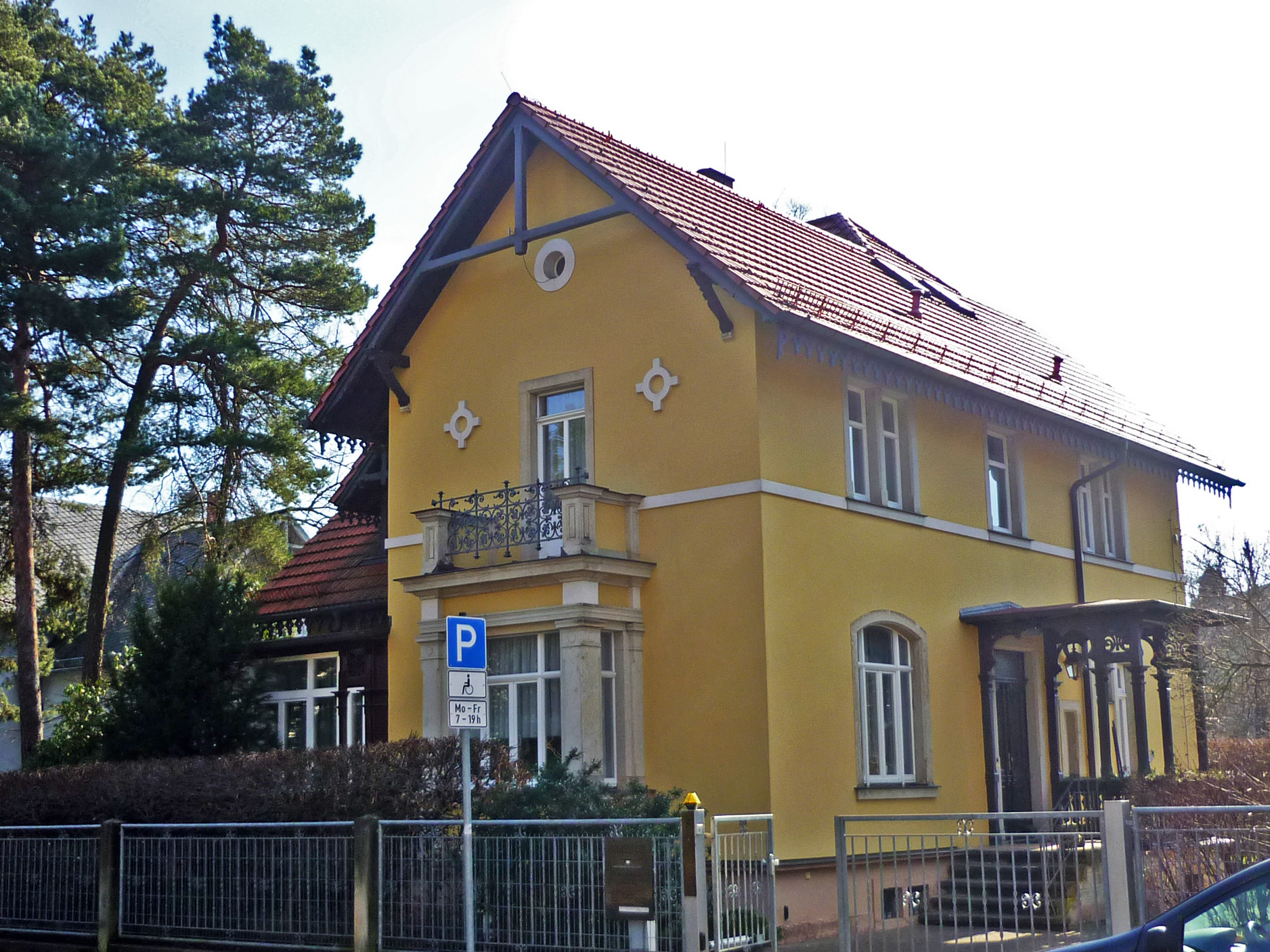
Hacault’s Heim in Klotzsche
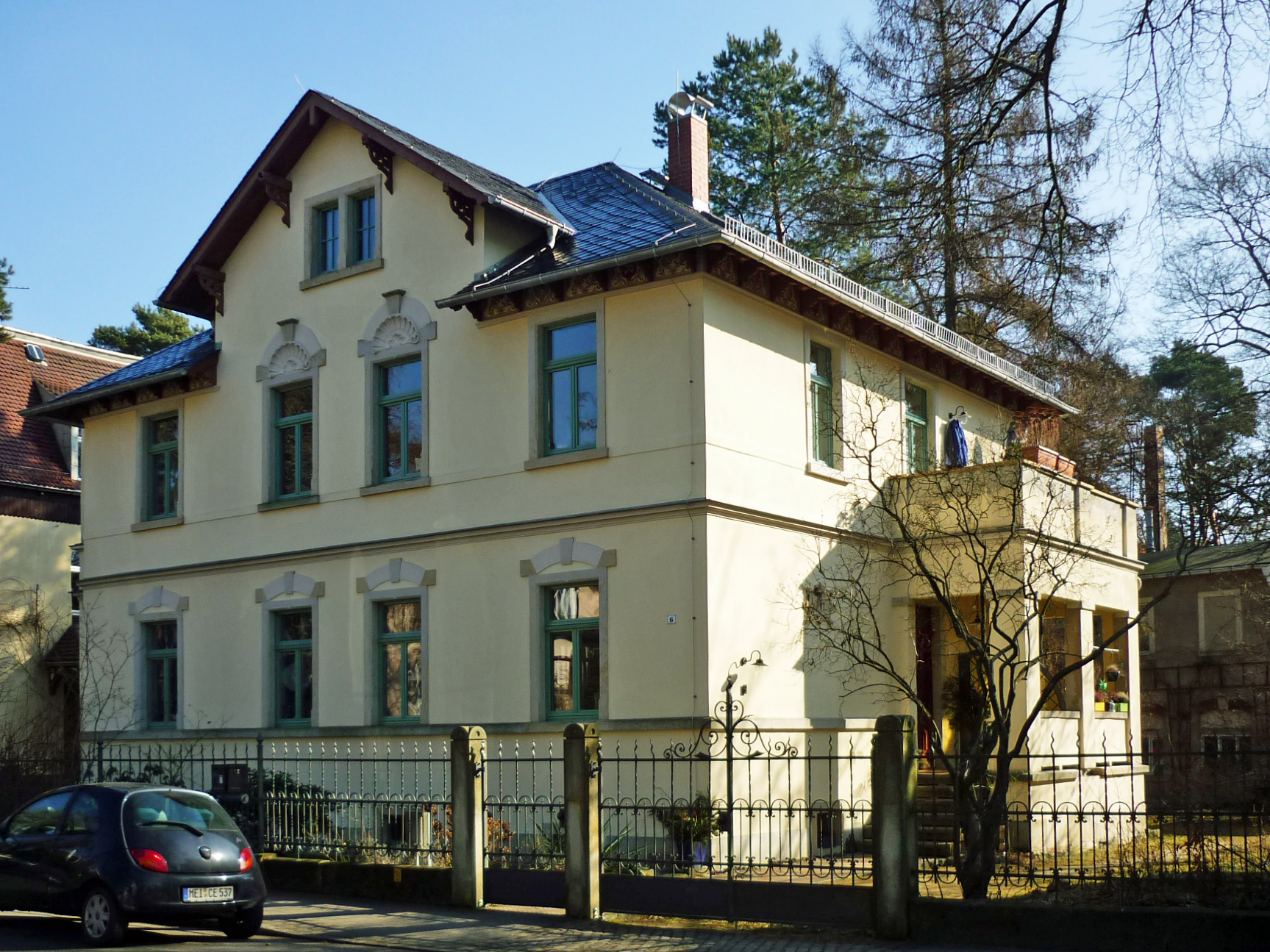
Villa Alexander-Herzen-Straße 6 in Klotzsche
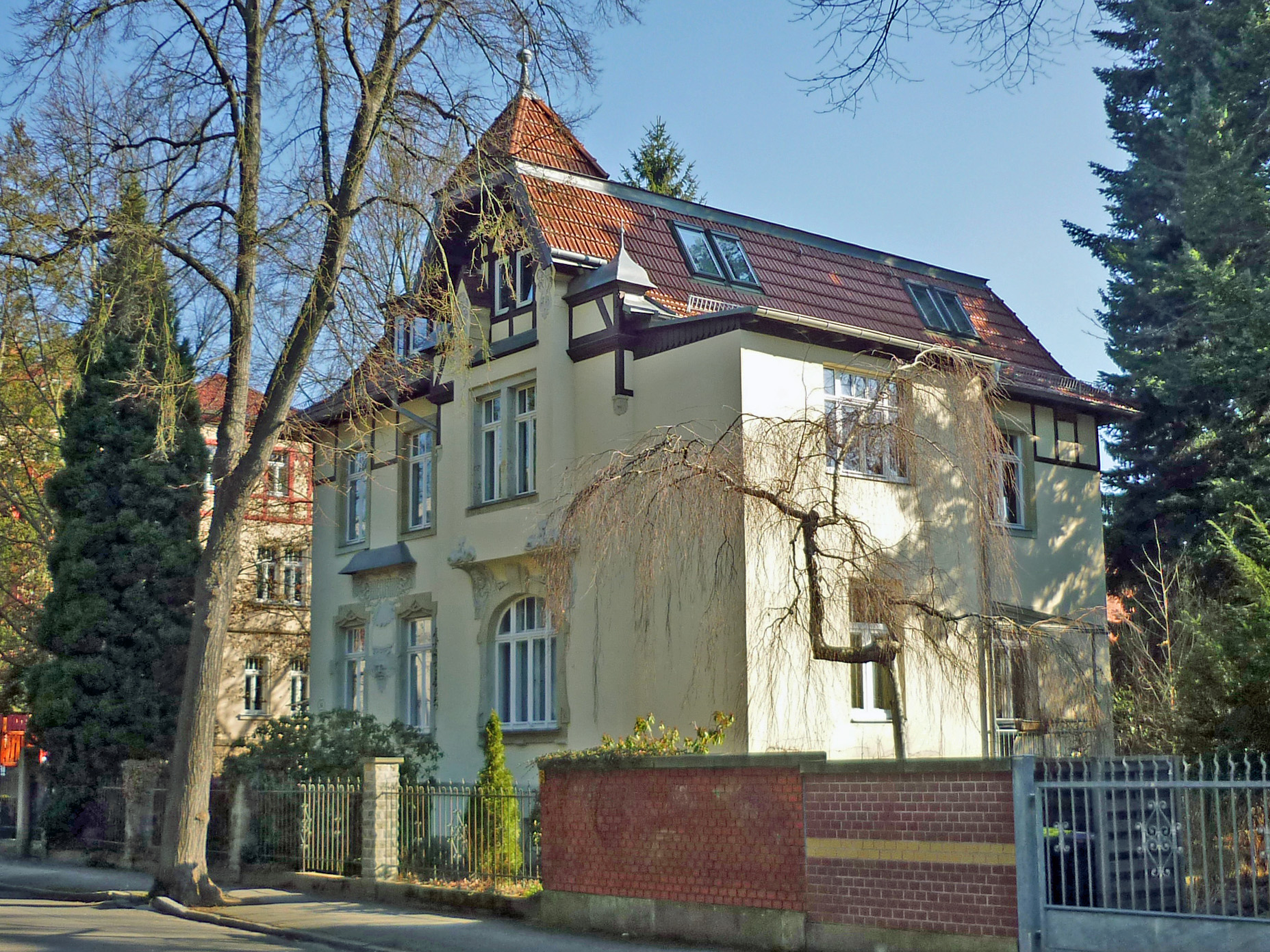
Villa Melusine in Klotzsche
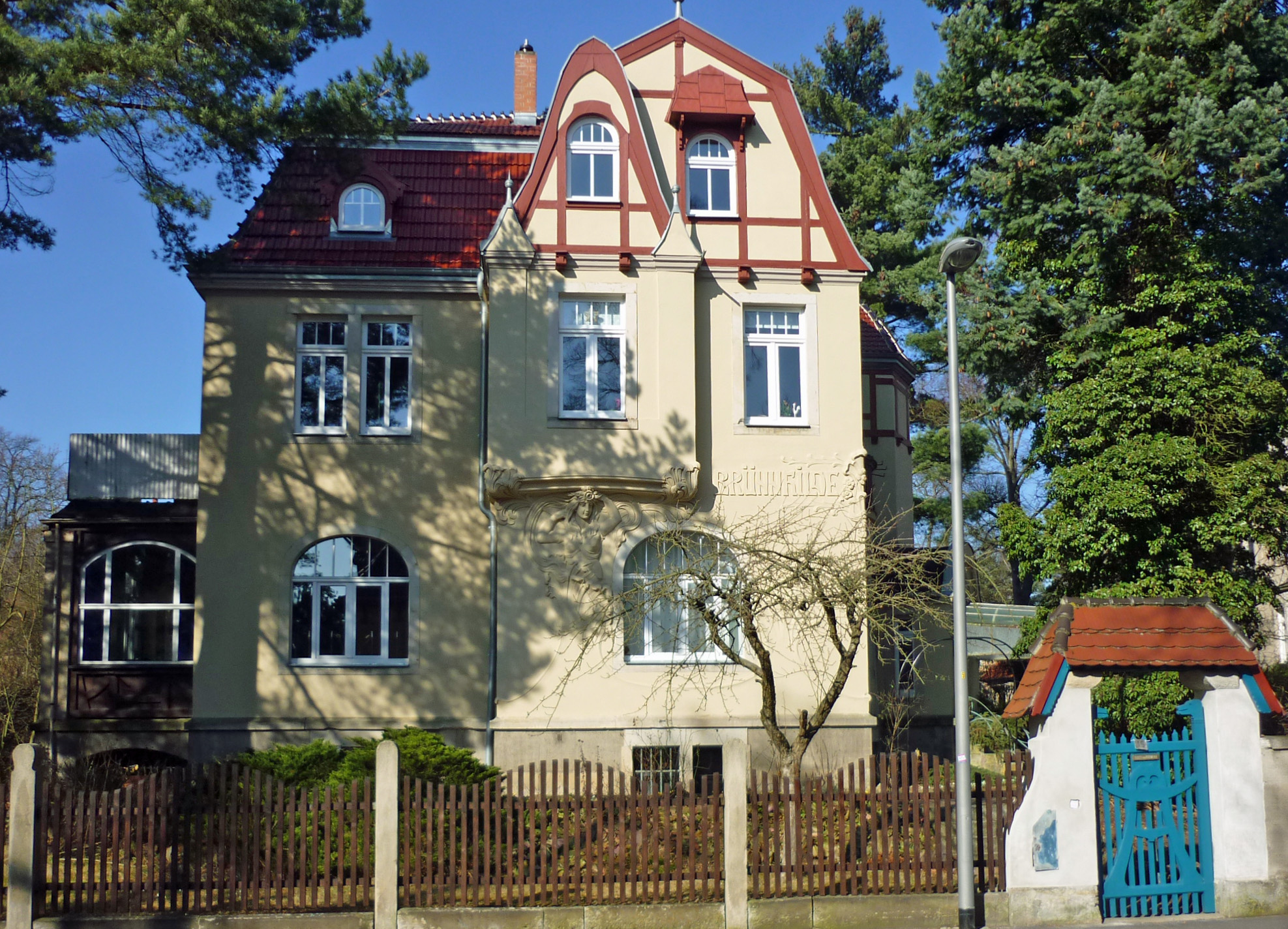
Villa Brünnhilde in Klotzsche